# جایزه بزرگ بلژیک ۲۰۲۱
جایزه بزرگ بلژیک ۲۰۲۱ یک مسابقه اتومبیل‌رانی فرمول یک است که در تاریخ ۲۹ اوت ۲۰۲۱ در پیست اسپا-فرانکورشان برگزار می‌شود. این مسابقه دوازدهمین دور از مسابقات جهانی فرمول یک ۲۰۲۱ خواهد بود.
بارش شدید باران منجر به تاخیر در مسابقه شد و پس از انجام سه دور از ۴۴ دور برنامه‌ریزی شده در پشت خودرو ایمنی، ناظران مسابقه حکم به پایان مسابقه دادند. مطابق مقررات فرمول یک، نتیجه پس از دور یک گرفته شد. این رکورد کوتاه‌ترین مسابقه در مسابقات قهرمانی جهان فرمول یک است که تاکنون برگزار شده است و رکورد قبلی را در مسابقه جایزه بزرگ استرالیا ۱۹۹۱ که ۱۴ دور طول داشت، شکست داد.

## زمینه
این رویداد، که قرار است در آخر هفته از ۲۷ تا ۲۹ اوت در پیست اسپا-فرانکورشان برگزار شود، دوازدهمین دور از مسابقات جهانی فرمول یک ۲۰۲۱ است. این شصت و ششمین مسابقه‌ای است که جایزه بزرگ بلژیک در تقویم مسابقات جهانی حضور دارد. این مسابقه اولین مسابقه پس از سه هفته استراحت خواهد بود. همچنین انتظار می‌رود در آخر هفته باران ببارد، که برخی رانندگان آن را هیجان انگیز می‌دانند از جمله میک شوماخر اظهار داشت که "منتظر باران در مسابقه است"، در حالی که لاندو نوریس گفت که او "امیدوار به کمی باریدن باران" در مسابقه است. با این حال، نیکیتا مازپین اظهار داشت که "امیدوار است پیست [خشک] باشد".

### جدول رده‌بندی قهرمانی قبل از مسابقه
پس از مسابقه جایزه بزرگ مجارستان ۲۰۲۱، لوییس همیلتون با اختلاف ۸ امتیاز از ماکس فرستاپن، صدرنشین جدول رانندگان شد. لاندو نوریس، والتری بوتاس و سرجیو پرز به ترتیب سوم، چهارم و پنجم هستند. مرسدس در رقابت‌های قهرمانی سازندگان با ۱۲ امتیاز بیش‌تر از ردبول ریسینگ پیشتاز است. فراری رتبه سوم و مک‌لارن چهارم، هر دو با ۱۶۳ امتیاز (۱۴۰ امتیاز کمتر از مرسدس).

### شرکت کنندگان
رانندگان و تیم‌ها همان لیست ورود به فصل بودند و هیچ راننده دیگری برای مسابقه حضور ندارد.

### انتخاب تایر
تأمین کننده تایر مسابقات، پیرلی ترکیبات سی۲ هارد، سی۳ مدیوم و سی۴ سافت را برای استفاده در مسابقه اختصاص داده‌است.

### جریمه‌ها
پس از ایجاد برخورد در مسابقه قبلی، والتری بوتاس و لانس استرول برای این مسابقه یک پنالتی پنج جایگاه در مسابقه اصلی دریافت کردند.

## تمرین

### تمرین یک
تمرین آزاد اول در ۲۷ اوت ساعت ۱۱:۳۰ CEST انجام شد‌. ماشین یوکی سونودا و کیمی رایکونن در پیچ لا سورس شروع به چرخیدن کرد. دومی همچنین به دیوار پیت‌لین ضربه زد و جلسه خود را به پایان رساند. شارل لکلرک در پیچ ۷، قبل از چرخیدن ماشین توانست آن کنترل کند. والتری بوتاس از مرسدس توانست سریع‌ترین زمان را ثبت کرد و پس از او ماکس فرستاپن از ردبول و پیر گاسلی از آلفاتاوری قرار گرفتند. لوییس همیلتون، صدرنشین جدول رانندگان هجدهم شد، پس از آن که دور او توسط نیکلاس لطیفی خراب شد.

### تمرین دو
تمرین آزاد دو در ساعت ۱۵:۰۰ CEST در همان روز برگزار شد. اما این بار، دو حادثه رخ داد که منجر به دادن پرچم قرمز شد. ابتدا، لکلرک قسمت پشت ماشینش را در خروجی پیچ لس کومبس (پیچ ۵) از دست داد، باعث شد که به دیوار برخورد کند و جلسه خود را به پایان برساند. فرستاپن در پیچ بعدی (مالمدی) دچار حادثه شد، همچنین قسمت پشت ماشین را از دست داد و به دیوار برخورد کرد. استابان اوکون نیز چرخید، اما توانست دوباره ماشین را کنترل کند. فرستاپن علیرغم تصادفش، سریع‌ترین زمان را ثبت کرد و بوتاس در رده دوم قرار گرفت. همیلتون سوم شد.

### تمرین سه
تمرین آزاد ۳ در ۲۸ اوت ساعت ۱۲:۰۰ CEST برگزار می‌شود.

## تعیین خط
| جایگاه              | راننده            | شماره | تیم                | زمان‌ها   | زمان‌ها   | زمان‌ها    |
| جایگاه              | راننده            | شماره | تیم                | Q1       | Q2       | Q3        |
| ------------------- | ----------------- | ----- | ------------------ | -------- | -------- | --------- |
| ۱                   | ماکس فرستاپن      | ۳۳    | ردبول ریسینگ-هوندا | ۱:۵۸٫۷۱۷ | ۱:۵۶٫۵۵۹ | ۱:۵۹٫۷۶۵  |
| ۲                   | جورج راسل         | ۶۳    | ویلیامز-مرسدس      | ۱:۵۹٫۸۶۴ | ۱:۵۶٫۹۵۰ | ۲:۰۰٫۰۸۶  |
| ۳                   | لوییس همیلتون     | ۴۴    | مرسدس              | ۱:۵۹٫۲۱۸ | ۱:۵۶٫۲۲۹ | ۲:۰۰٫۰۹۹  |
| ۴                   | دنیل ریکیاردو     | ۳     | مک‌لارن-مرسدس       | ۲:۰۱٫۵۸۳ | ۱:۵۷٫۱۲۷ | ۲:۰۰٫۸۶۴  |
| ۵                   | سباستین فتل       | ۵     | استون مارتین-مرسدس | ۲:۰۰٫۱۷۵ | ۱:۵۶٫۸۱۴ | ۲:۰۰٫۹۳۵  |
| ۶                   | پیر گسلی          | ۱۰    | آلفاتاوری-هوندا    | ۲:۰۰٫۳۸۷ | ۱:۵۶٫۴۴۰ | ۲:۰۱٫۱۶۴  |
| ۷                   | سرجیو پرز         | ۱۱    | ردبول ریسینگ-هوندا | ۱:۵۹٫۳۳۴ | ۱:۵۶٫۸۸۶ | ۲:۰۲٫۱۱۲  |
| ۸۱                  | والتری بوتاس      | ۷۷    | مرسدس              | ۱:۵۹٫۸۷۰ | ۱:۵۶٫۲۹۵ | ۲:۰۲٫۵۰۲  |
| ۹                   | استابان اوکون     | ۳۱    | آلپاین-رنو         | ۲:۰۱٫۸۲۴ | ۱:۵۷٫۳۵۴ | ۲:۰۳٫۵۱۳  |
| ۱۰۲                 | لاندو نوریس       | ۴     | مک‌لارن-مرسدس       | ۱:۵۸٫۳۰۱ | ۱:۵۶٫۰۲۵ | بدون زمان |
| ۱۱                  | شارل لکلرک        | ۱۶    | فراری              | ۲:۰۰٫۷۲۸ | ۱:۵۷٫۷۲۱ | —         |
| ۱۲                  | نیکلاس لطیفی      | ۶     | ویلیامز-مرسدس      | ۲:۰۰٫۹۶۶ | ۱:۵۸٫۰۵۶ | —         |
| ۱۳                  | کارلوس ساینز      | ۵۵    | فراری              | ۲:۰۱٫۱۸۴ | ۱:۵۸٫۱۳۷ | —         |
| ۱۴                  | فرناندو آلونسو    | ۱۴    | آلپاین-رنو         | ۲:۰۱٫۶۵۳ | ۱:۵۸٫۲۰۵ | —         |
| ۱۵۱                 | لانس استرول       | ۱۸    | استون مارتین-مرسدس | ۲:۰۱٫۵۹۷ | ۱:۵۸٫۲۳۱ | —         |
| ۱۶                  | آنتونیو جوویناتزی | ۹۹    | آلفارومئو-فراری    | ۲:۰۲٫۳۰۶ | —        | —         |
| ۱۷                  | یوکی سونودا       | ۲۲    | آلفاتاوری-هوندا    | ۲:۰۲٫۴۱۳ | —        | —         |
| ۱۸                  | میک شوماخر        | ۴۷    | هاس-فراری          | ۲:۰۳٫۹۷۳ | —        | —         |
| ۱۹۳                 | کیمی رایکونن      | ۷     | آلفارومئو-فراری    | ۲:۰۴٫۴۵۲ | —        | —         |
| ۲۰                  | نیکیتا مازپین     | ۹     | هاس-فراری          | ۲:۰۴٫۹۳۹ | —        | —         |
| زمان ۱۰۷٪: ۲:۰۶٫۵۸۲ |                   |       |                    |          |          |           |
| منابع:              |                   |       |                    |          |          |           |

## مسابقه
این مسابقه قرار بود ساعت ۱۵:۰۰ CEST شروع شود اما بارها به دلیل بارندگی مداوم به تاخیر افتاد. انتظار نمی‌رفت که سرجیو پرز مسابقه را شروع کند، زیرا در راه خود به سمت پیت‌لین تصادف کرده بود. با این حال، ماشین پرز در طول توقف مسابقه تعمیر شد.

### رده‌بندی مسابقه
| جایگاه                     | شماره | راننده            | سازنده             | دور | زمان     | امتیاز۱ |
| -------------------------- | ----- | ----------------- | ------------------ | --- | -------- | ------- |
| ۱                          | ۳۳    | ماکس فرستاپن      | ردبول ریسینگ-هوندا | ۱   | ۳:۲۷٫۰۷۱ | ۱۲٫۵    |
| ۲                          | ۶۳    | جورج راسل         | ویلیامز-مرسدس      | ۱   | ۱٫۹۹۵+   | ۹       |
| ۳                          | ۴۴    | لوییس همیلتون     | مرسدس              | ۱   | ۲٫۶۰۱+   | ۷٫۵     |
| ۴                          | ۳     | دنیل ریکیاردو     | مک‌لارن-مرسدس       | ۱   | ۴٫۴۹۶+   | ۶       |
| ۵                          | ۵     | سباستین فتل       | استون مارتین-مرسدس | ۱   | ۷٫۴۷۹+   | ۵       |
| ۶                          | ۱۰    | پیر گسلی          | آلفاتاوری-هوندا    | ۱   | ۱۰٫۱۷۷+  | ۴       |
| ۷                          | ۳۱    | استابان اوکون     | آلپاین-رنو         | ۱   | ۱۱٫۵۷۹+  | ۳       |
| ۸                          | ۱۶    | شارل لکلرک        | فراری              | ۱   | ۱۲٫۶۰۸+  | ۲       |
| ۹                          | ۶     | نیکلاس لطیفی      | ویلیامز-مرسدس      | ۱   | ۱۵٫۴۸۵+  | ۱       |
| ۱۰                         | ۵۵    | کارلوس ساینز      | فراری              | ۱   | ۱۶٫۱۶۶+  | ۰٫۵     |
| ۱۱                         | ۱۴    | فرناندو آلونسو    | آلپاین-رنو         | ۱   | ۲۰٫۵۹۰+  |         |
| ۱۲                         | ۷۷    | والتری بوتاس      | مرسدس              | ۱   | ۲۲٫۴۱۴+  |         |
| ۱۳                         | ۹۹    | آنتونیو جوویناتزی | آلفارومئو-فراری    | ۱   | ۲۴٫۱۶۳+  |         |
| ۱۴                         | ۴     | لاندو نوریس       | مک‌لارن-مرسدس       | ۱   | ۲۷٫۱۱۰+  |         |
| ۱۵                         | ۲۲    | یوکی سونودا       | آلفاتاوری-هوندا    | ۱   | ۲۸٫۳۲۹+  |         |
| ۱۶                         | ۴۷    | میک شوماخر        | هاس-فراری          | ۱   | ۲۹٫۵۰۷+  |         |
| ۱۷                         | ۹     | نیکیتا مازپین     | هاس-فراری          | ۱   | ۳۱٫۹۹۳+  |         |
| ۱۸                         | ۷     | کیمی رایکونن      | آلفارومئو-فراری    | ۱   | ۳۶٫۰۵۴+  |         |
| ۱۹۲                        | ۱۱    | سرجیو پرز         | ردبول ریسینگ-هوندا | ۱   | ۳۸٫۲۰۵+  |         |
| ۲۰                         | ۱۸    | لانس استرول       | استون مارتین-مرسدس | ۱   | ۴۴٫۱۰۸+۳ |         |
| سریع‌ترین دور: ثبت نشده است |       |                   |                    |     |          |         |
| منابع:                     |       |                   |                    |     |          |         |

یادداشت‌ها
- ^ ۱ - به دلیل طی کردن کمتر از ۷۵٪ مسابقه نصف امتیازات برای رانندگان در جدول رده‌بندی ثبت می‌شود.
- ^ ۲ – جایگاه استارت سرجیو پرز به دلیل تصادفی که هنگام حرکت به سمت پیت‌لین رخ داد خالی ماند. هنگامی که مکانیک‌هایش ماشین او را در زمان اعلام پرچم قرمز تعمیر کردند، به او اجازه داده شد پس از پایان پرچم قرمز در استارت دوم مسابقه شرکت کند.
- ^ ۳ – لانس استرول در مسابقه هجدهم شد، اما پس از مسابقه ۱۰ ثانیه جریمه برای تغییر بال عقب در زمان اعلام پرچم قرمز دریافت کرد.

## رده‌بندی قهرمانی پس از مسابقه
جدول رده‌بندی قهرمانی رانندگان
| ت. ج      | جایگاه | راننده        | امتیازات |
| --------- | ------ | ------------- | -------- |
| Unchanged | ۱      | لوئیس همیلتون | ۲۰۲٫۵    |
| Unchanged | ۲      | ماکس فرستاپن  | ۱۹۹٫۵    |
| Unchanged | ۳      | لاندو نوریس   | ۱۱۳      |
| Unchanged | ۴      | والتری بوتاس  | ۱۰۸      |
| Unchanged | ۵      | سرجیو پرز     | ۱۰۴      |
| منبع:     |        |               |          |

جدول رده‌بندی قهرمانی سازندگان
| ت. ج      | جایگاه | سازنده             | امتیازات |
| --------- | ------ | ------------------ | -------- |
| Unchanged | ۱      | مرسدس              | ۳۱۰٫۵    |
| Unchanged | ۲      | ردبول ریسینگ-هوندا | ۳۰۳٫۵    |
| ۱         | ۳      | مک‌لارن-مرسدس       | ۱۶۹      |
| ۱         | ۴      | فراری              | ۱۶۵٫۵    |
| Unchanged | ۵      | آلپاین-رنو         | ۸۰       |
| منبع:     |        |                    |          |